# Bothriomyrmex myops
Bothriomyrmex myops är en myrart som beskrevs av Auguste-Henri Forel 1895. Bothriomyrmex myops ingår i släktet Bothriomyrmex och familjen myror. Inga underarter finns listade.